# François Adam
François Adam (Stockay-Saint Georges, 24 settembre 1911 – Amay, 4 maggio 2002) è stato un ciclista su strada e ciclocrossista belga.
Professionista dal 1932 al 1944, vinse due tappe nella prima edizione della Vuelta a España.

## Carriera
Passato professionista nel 1932 come indipendente, ottenne subito una vittoria nelle prove su strada in una corsa belga; tuttavia decise sin dall'inizio di portare avanti anche l'attività di ciclocross.
Nel 1933 fu attivo in molti circuiti soprattutto in Belgio, riuscendo anche a vincerne uno e ottenendo numerosi piazzamenti. In quella stagione partecipò anche alla Liegi-Bastogne-Liegi, che concluse con un settimo posto, e al Gran Premio di Huy, in cui fu sesto. Partecipò anche ad una grande corsa fuori dai confini nazionali il Tour de Suisse, in cui fu sesto e dove sfiorò anche il successo di tappa, terminando secondo nella sesta frazione della prova elvetica.
Anche l'anno successivo i risultati proseguirono sulla falsariga del precedente, fu quinto alla Liegi-Bastogne-Liegi e ottenne un dodicesimo posto nel campionato nazionale. Partecipò anche alla Parigi-Nizza e di nuovo al Tour de Suisse, ma in entrambe le prove non riuscì a cogliere piazzamenti rilevanti.
Nel 1935 partecipò alla prima edizione della Vuelta a España. Nella grande corsa a tappe iberica Adam riuscì a cogliere due affermazioni di tappa, ottenendo anche un secondo posto e tre terzi. Terminò la prova quindicesimo, cogliendo anche un terzo posto nella classifica dedicata agli scalatori.
Nel 1936 vinse la sua prima e unica corsa a tappe, una prova che si svolgeva sul territorio francese, la Paris-St Jean d'Angély, fu inoltre quinto nel Giro del Belgio e secondo nel Gran Premio di Spa.
Anche nel 1937 riuscì a vincere un paio di corse sempre in Belgio e fu attivo in molti circuiti e criterium, mentre nel 1938 i risultati non furono egualmente positivi e ottenne solo un quinto posto nella Parigi-Limoges.
Nel 1939 colse un successo in Africa, al Giro del Marocco, che tra l'altro terminò secondo.
Lo scoppio della seconda guerra mondiale costrinse Adam ad un periodo di inattività forzata, rotto ogni tanto da qualche partecipazione in circuiti e criterium. Riuscì comunque a vincere ancora qualche corsa e nel 1945 decise di chiudere con l'attività in bicicletta.

## Palmarès

### Strada
- 1932

Bruxelles-Jupille
- 1935

Parigi-Strasburgo
6ª tappa Vuelta a España
12ª tappa Vuelta a España
8ª tappa Tour du l'Ouest
3ª tappa Derby du Nord
- 1936

1ª tappa Paris-St Jean d'Angély
Classifica generale Paris-St Jean d'Angély
Campionato della provincia di Liegeois
- 1937

Bruxelles-Verviers
Parigi-Sedan
4ª tappa, 2ª semitappa Paris-St Jean d'Angély
- 1939

8ª Tour du Maroc

### Cyclo-Cross
- 1935

Campionato della provincia di Liegeois
- 1936

Campionati della provincia di Liegeois

### Altri successi
- 1931 (indipendenti)

Campionato della provincia di Liegeois a squadre
- 1933

Circuito di Meulebeke
- 1934

Criterium di Charleville
- 1936

Criterium di Lussemburgo
- 1941

Criterium di Flemalle
- 1942

Criterium di Flemalle
- 1945

Criterium di Flemalle

## Piazzamenti

### Grandi Giri
- Vuelta a España

1935: 15º

### Classiche monumento
- Giro delle Fiandre

1933: 28º
- Liegi-Bastogne-Liegi

1933: 7º
1934: 5º
1936: 42º
1938: 18º
1939: 13º
1943: 23º